# Віртуальне успадкування
Віртуальне успадкування (англ. virtual inheritance) — в мові програмування C++, це один із варіантів успадкування. Він дозволяє розв'язати деякі проблеми множинного успадкування, зокрема «ромбоподібне успадкування».
Віртуальне успадкування декларується словом virtual перед іменем базового класу.
Якщо при множинному успадкуванні серед базових класів є декілька екземплярів одного класу, що завжди успадковувався віртуально, то в похідному класі буде тільки одна копія даних такого класу.
В коді:
```
class
 
Animal
 
{

 
public
:

  
virtual
 
void
 
eat
();

};

class
 
Mammal
 
:
 
public
 
Animal
 
{

 
public
:

  
virtual
 
void
 
breathe
();

};

class
 
WingedAnimal
 
:
 
public
 
Animal
 
{

 
public
:

  
virtual
 
void
 
flap
();

};

// A bat is a winged mammal

class
 
Bat
 
:
 
public
 
Mammal
,
 
public
 
WingedAnimal
 
{

};

Bat
 
bat
;

```

Виклик bat.eat() є неоднозначним, оскільки компілятор не знає кого викликати:
- Mammal::Animal::eat() чи
- WingedAnimal::Animal::eat().

Насправді, це дві незалежні функції, кожну з яких можна викликати перетворюючи тип Bat до першого чи другого свого беспосереднього базового класу.
Також подібна неоднозначність буде при приведенні типу Bat до типу Animal, оскільки в кожному об'єкті Bat міститься два об'єкта Animal (по одному у Mammal та WingedAnimal).
Щоб уникнути такої незручної надлишковості, віртуальне успадкування зберігає тільки одну копію даних об'єкта Animal в об'єкті Bat, якщо Animal кожен раз був успадкований віртуально.